# Stelis londonnii
Stelis londonnii är en orkidéart som beskrevs av O.Duque. Stelis londonnii ingår i släktet Stelis och familjen orkidéer. Inga underarter finns listade i Catalogue of Life.